# 사악
사악(詞樂) 및 송사악은 송나라의 음악이다.
고려 시대에 한반도에 유입되어, 조선 시대까지 궁중음악에 큰 영향을 끼쳤다. 한국 전통 음악에서 향악과 구분하여 당악으로 부르지만, 사실 당악의 대부분은 당나라 음악보다는 송사악에서 유래된 것이다. 보허자는 조선 후기를 지나면서 향악화되어 여러 가지 파생곡을 남겼다.

## 내용과 구조
송나라 문학 송사(宋詞)를 내용으로 하며, 송사는 그 구조에 따라 대곡과 산사로 나뉜다. 대곡은 산서, 중서, 파의 구조로 되어있다.
보허자 등은 총 8구로 이루어져있으며, 이를 반으로 나눠 앞을 미전사, 뒤를 미후사라고 한다.

## 송사악 예
- 헌선도
- 수연장
- 오양선
- 포구락
- 연화대
- 석노교곡파
- 보허자
- 낙양춘 (산사)